# Гран-при Виборга
Гран-при Виборга (дат. Grand Prix Viborg) — шоссейная однодневная велогонка, с 2013 по 2017 год проводившаяся по дорогам датской коммуны Виборг. Входила в календарь UCI Europe Tour под категорией 1.2.

## Призёры
| Год               | Победитель          | Второй            | Третий             |
| ----------------- | ------------------- | ----------------- | ------------------ |
| Destination Thy   |                     |                   |                    |
| 2013              | Константино Забалла | Мартин Мортенсен  | Дрис Холландерс    |
| 2014              | Магнус Корт Нильсен | Троэльс Винтер    | Мортен Эллегор     |
| Grand Prix Viborg |                     |                   |                    |
| 2015              | Оскар Ланда         | Боб Схонбродт     | Вим Струтинга      |
| 2016              | Йохим Арисен        | Андреас Йепперсен | Каспер Асгрин      |
| 2017              | Каспер Асгрин       | Йонас Вингегор    | Расмус Гульдхаммер |